# Wapen van Korendijk

Het wapen van Korendijk is op 7 september 1984 bij Koninklijk Besluit aan de toen opgerichte gemeente Korendijk toegekend. De oude gemeente Korendijk (dat een blauw schild met een zilveren paal gekroond met een markiezenkroon voerde) was in 1817 opgegaan in Goudswaard en Piershil, die in 1984 weer werden samengevoegd, ditmaal samen met Nieuw-Beijerland en Zuid-Beijerland. Vanaf 2019 is het wapen niet langer als gemeentewapen in gebruik omdat de gemeente Korendijk in de nieuwe gemeente Hoeksche Waard op is gegaan.
Het wapen is samengesteld uit een sprekend element: korenaren, komende uit een gouden schildvoet (de dijk), de golvende dwarsbalk uit het wapen van Piershil, het schildhoofd uit de beide wapens van Zuid- en Nieuw Beijerland, de kroon van Goudswaard en de leeuwen van Zuid-Beijerland.

## Blazoenering
De beschrijving van het wapen is als volgt: "In azuur 3 korenaren van goud, komende uit een schildvoet, golvend doorsneden van goud en sinopel; een schildhoofd, schuin spitsgeruit van azuur en zilver. Het schild gedekt door een gouden kroon met 5 bladeren en gehouden door 2 leeuwen van goud, getongd en genageld van keel."
N.B. de heraldische kleuren in het schild zijn: azuur (blauw), goud (geel), sinopel (groen), zilver (wit) en keel (rood).

## Verwante wapens

Het wapen van Piershil, van waaruit de golvende dwarsbalk is ontleend
Het wapen van Korendijk (na 1817 Goudswaard), van waaruit de kroon is ontleend
Het wapen van Nieuw-Beijerland, van waaruit het schildhoofd is ontleend
Het wapen van Zuid-Beijerland, van waaruit het schildhoofd en de schildhouders zijn ontleend
Het wapen van Hoeksche Waard, de opvolger van Korendijk